# Wang Jianwei
Wang Jianwei (汪建伟) est un artiste chinois né en 1958 dans la province du Sichuan. C'est une œuvre complexe où son esprit critique se manifeste avec une grande subtilité en donnant au spectateur les moyens d'une approche multiple et constamment renouvelée, quel que soit le médium utilisé.
Après avoir effectué ses études à l'Académie de peinture de Chengdu dès 1983, il avait obtenu en 1984 la médaille d'or de la VIe Exposition nationale d'Art. Puis il avait poursuivi sa formation à l'Académie d'Art du Zhejiang de 1985 à 1987. Après quoi, il fut membre de l'Académie de peinture de Pékin. Dès lors, il exposa régulièrement en Chine et à l'étranger. Ses peintures figuratives décrivant des atmosphères teintées de symbolisme et d'onirisme où évoluent de nombreux personnages.

## Biographie
Né en 1958 dans le village de Suining, dans le sud-ouest de la Chine, Wang Jianwei a étudié à l'Académie des beaux-arts du Zhejiang (1985-1987, aujourd'hui Académie des arts de Chine), à Hangzhou, en Chine. Connu pour ses recherches sur les structures du temps, Wang expérimente avec une large gamme de médiums, notamment la peinture, la sculpture, la vidéo, le cinéma, l'installation et le théâtre multimédia. Bien versé en philosophie, il puise dans les mathématiques, les méthodes de collecte de données, l'expérimentation scientifique et la neurologie pour éclairer un espace social et mental qu'il appelle le « signal jaune », une zone intermédiaire où les possibilités d'une réalité temporelle peuvent s'épanouir.
À dix-sept ans, Wang a été contraint de déménager à la campagne pendant la Révolution culturelle (1966-1976). De 1977 à 1983, alors qu'il était soldat, il s'est consacré à la peinture à l'huile, adoptant le style dominant du réalisme socialiste. Une œuvre, Dear Mother (1983), a remporté un prix prestigieux qui a conduit Wang à Pékin, où il est devenu l'assistant pédagogique de l'artiste influent, critique et professeur Zheng Shengtian à l'Académie du Zhejiang, le centre d'art expérimental chinois. Là, Wang a découvert les pratiques conceptuelles et a lu des livres de penseurs comme Jacques Derrida, Michel Foucault et Ludwig Wittgenstein, qui ont profondément influencé son travail. En 1989, il déménage à nouveau pour enseigner à l'Académie centrale des beaux-arts de Chine. En 1997, Wang et Feng Mengbo sont devenus les premiers artistes chinois à participer à la documenta de Kassel, où Wang montrait Production (1997) maintenant dans la collection du Guggenheim Abou Dabi. Depuis 2000, Wang a créé des productions théâtrales complexes et des installations multimédias. Il a, par ailleurs, développé un style de peinture caractéristique dont les scènes sont basées sur des images fixes tirées de ses vidéos quasi-documentaires.
« Le temps est le plus grand défi de mon expérience », a fait remarquer Wang. Enquêtant sur la façon dont nous pensons et vivons le temps, il définit sa pratique comme une « répétition » continue, un acte suspendu entre les moments passés et futurs. En rendant le pouvoir d'expérimenter au spectateur, Wang critique subtilement les idéologies absolutistes, y compris politiques. Il incorpore l'itération (la répétition), la métamorphose et le processus dans la forme, la structure et l'expérience visuelle des œuvres elles-mêmes. Dans le tableau Time Temple (2014), Wang représente plusieurs versions de la même scène, superposant des séquences comme différentes poses de la même figure sur toute l'étendue de la toile. Dans son installation en plusieurs parties, Time Temple (2014), les sept grandes formes de bois révèlent chacune une multitude d'approches, d'angles et de perspectives, résistant à toute vue unique et globale. Soigneusement conçues en coupant, assemblant et sculptant des centaines de couches de bois avec l'ajout de métal, de caoutchouc et de peinture, ces formes exposent explicitement la méthode de travail et le processus de l'artiste.
Wang a eu des expositions personnelles au Zendai Museum of Modern Art, Shanghai (2008); OCT Contemporary Art Terminal, Shenzhen, Chine (2008) ; 46 Fangjia Hutong Theater, Pékin (qui s'est rendu à la Caserne de Bâle ; Zürcher Theater Spektakel, Zurich ; et La Bâtie—Festival de Genève, Genève [tous 2010]) ; Ullens Center for Contemporary Art, Pékin (2011) et Long March Space, Pékin (2013 et 2015). Wang a participé à la Biennale de Gwangju, Corée du Sud (1995) ; Biennale de Shanghai (2000-01); Biennale de São Paulo (2002) ; Biennale de Venise (2003) ; Triennale de Guanzhou (2005 et 2012) ; et Biennale de Sharjah, Émirats arabes unis (2013). Il était la sélection inaugurale de l'initiative d'art chinois de la Fondation Robert HN Ho Family au Guggenheim, et son exposition solo, Wang Jianwei: Time Temple (2014), présentait des peintures, des sculptures, des films et une performance nouvellement commandés, tous entrés dans les fonds du musée dans le cadre de la collection de la Fondation de la famille Robert HN Ho. Son travail a également été inclus dans la grande exposition Guggenheim Art and China after 1989: Theatre of the World (2017-18, qui a voyagé au Guggenheim Museum Bilbao [2018] et au San Francisco Museum of Modern Art [2018-19]). Wang vit et travaille à Pékin.